# Société Notre-Dame de Montréal

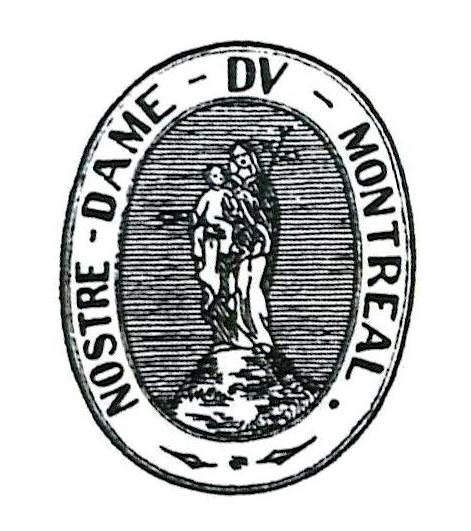
Les associés firent exécuter le sceau ci-dessus vers 1650, peu après la réorganisation de la Société. Il servit à établir l'authenticité des actes officiels des Seigneurs-fondateurs.

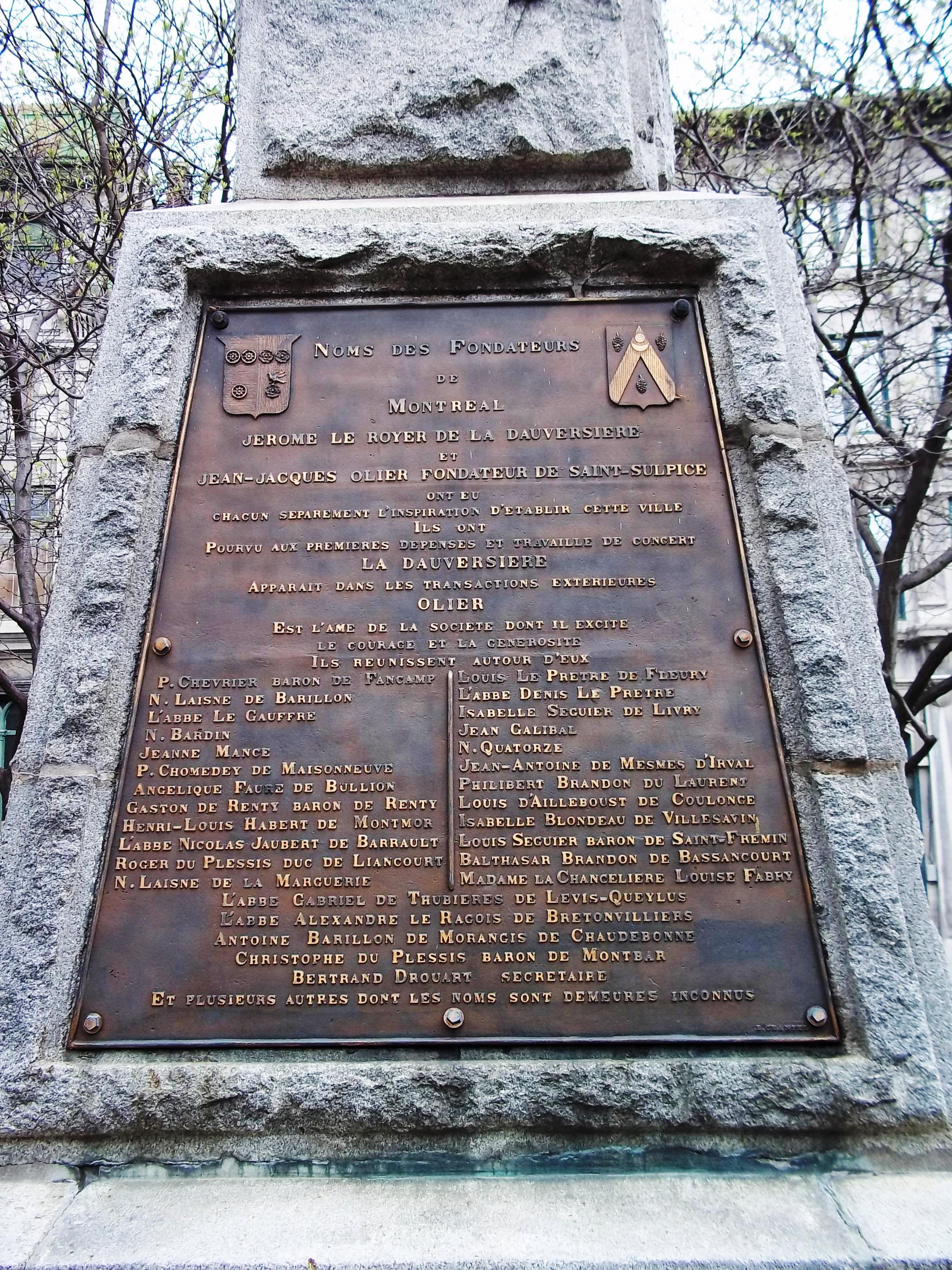
Noms des fondateurs de Montréal, plaque sous un obélisque situé à la place de la Grande-Paix-de-Montréal

La Société Notre-Dame de Montréal, de son vrai nom la Société de Notre-Dame de Montréal pour la conversion des Sauvages de la Nouvelle-France, est un groupe de personnes formé en 1641 dont l'objectif consistait à fonder une ville fortifiée en Nouvelle-France dans le but d'y instruire colons français et Indiens chrétiens. Cette société est à l'origine de la ville actuelle de Montréal, au Québec.
En 1663, peu de temps après la mort de deux des membres fondateurs Jean-Jacques Olier de Verneuil et Jérôme Le Royer, sieur de La Dauversière, la société est dissoute. Elle lèguera son avoir à la Compagnie de Saint-Sulpice.

## Membres
Parmi les membres de ce groupe, on retrouvait :
- Jérôme Le Royer, sieur de La Dauversière (1597-1659)
- Paul Chomedey de Maisonneuve (1612-1676)
- Jeanne Mance (1606-1673)
- Pierre Chevrier, baron de Fancamp (1608-1692)
- Jean-Jacques Olier de Verneuil (1608-1657), prêtre et fondateur de la Compagnie de Saint-Sulpice
- Gaston de Renty (1611-1649), chef de la section parisienne de la Compagnie du Saint-Sacrement
- Angélique Faure de Bullion (1593-1662)
- Pierre de Puiseaux (1566-1647)
- Roger du Plessis-Liancourt, duc de La Roche-Guyon (vers 1598-1674), et son épouse Jeanne de Schomberg (1600-1674)

## Nom des rues
Les premières rues de Montréal ont été baptisées aux prénoms de ces fondateurs précédés de Saint : rue Saint-Paul, rue Saint-Pierre, rue Saint-Jacques... Sans oublier la rue Notre-Dame.